# Jean-Louis Leca
Jean-Louis Leca (sinh ngày 21 tháng 9 năm 1985) là một cầu thủ bóng đá chuyên nghiệp người Pháp hiện đang thi đấu ở vị trí thủ môn cho câu lạc bộ RC Lens tại Ligue 1. Anh đã từng đại diện cho Corsica trên đấu trường quốc tế.

## Sự nghiệp thi đấu
Jean-Louis Leca được đào tạo tại Corsica. Anh có trận ra mắt Ligue 1 cho Bastia vào mùa giải 2004-05.
Anh gia nhập Valenciennes vào năm 2008. Sau đó, anh quay trở lại đội bóng cũ Bastia. Anh chuyển tới Ajaccio vào năm 2017, khi Bastia gặp khó khăn về tài chính.
Tháng 7 năm 2018, Leca gia nhập câu lạc bộ RC Lens. Anh ra mắt đội bóng vào ngày 27 tháng 7 năm 2018 trong trận đấu gặp câu lạc bộ Ligue 2, Orléans. Tháng 12 năm 2022, anh gia hạn hợp đồng với đội bóng đến năm 2024.